# Vápovka
Vápovka är ett vattendrag i Tjeckien.   Det ligger i regionen Södra Böhmen, i den centrala delen av landet, 130 km sydost om huvudstaden Prag.